# سيف عصام الدين
سيف أحمد محمد عصام الدين حافظ عبد الرحمن (ولد في 12 أبريل 2006 في مصر) لاعب كرة قدم مصري يجيد اللعب في مركز الجناح الأيمن. يلعب حاليا لصالح الخالدية في الدوري البحريني الممتاز منذ 2023.

## المسيرة الرياضية
انضم عصام الدين إلى الخالدية البحريني في 1 أغسطس 2023.